# Taur Matan Ruak
Taur Matan Ruak, vlastním jménem José Maria Vasconcelos (* 10. října 1956 Osso Huna) je východotimorský politik, bývalý prezident a premiér země.
V době indonéské okupace bojoval v řadách ozbrojené separatistické organizace FALINTIL a získal přezdívku Taur Matan Ruak, což v jazyce tetum znamená „Dvě bystré oči“. V roce 1979 byl zajat indonéskými vojáky, ale podařilo se mu uprchnout. V roce 1992 se stal náčelníkem štábu FALINTIL a po vyhlášení nezávislosti Východního Timoru v roce 2002 stanul v čele ozbrojených sil nového státu v hodnosti generálmajora. V roce 2006 byl obviněn z ilegálního obchodu se zbraněmi, skandál vedl k rozsáhlým protestům a pokusu o státní převrat.
V roce 2011 odešel z armády a kandidoval jako nezávislý v prezidentských volbách 2012, které vyhrál. V roce 2015 založil vlastní politickou organizaci, Stranu lidového osvobození. Ve volbách roku 2017 již nekandidoval a předal úřad nově zvolenému Franciscu Guterresovi. Poté, co předčasné parlamentní volby v květnu 2018 vyhrála koalice zvaná Aliance pro změnu a pokrok, jejíž součástí byla i Strana lidového osvobození, byl Taur Matan Ruak jmenován 22. června 2018 předsedou východotimorské vlády.
Je vdovec a má tři děti.

## Vyznamenání
- velkokříž s řetězem Řádu prince Jindřicha – Portugalsko, 10. května 2012[3]
- velkokříž s řetězem Řádu Východního Timoru – Východní Timor, 19. května 2017[4]